# سروتیک اسید
سروتیک اسید (به انگلیسی: Cerotic acid) اسید چرب و یک ترکیب شیمیایی با شناسه پاب‌کم ۱۰۴۶۹ است. که جرم مولی آن ۳۹۶٫۶۹ g/mol می‌باشد. شکل ظاهری این ترکیب، مایع بی‌رنگ است.